# Deaminacija
Deaminacija je odstranjivanje amino grope sa molekula. Enzimi koji katalizuju ovu reakciju se nazivaju deaminaze.
U ljudskom telu, deaminacija se prvenstveno odvija u jetri, dok se glutamat isto tako deaminiše u bubrezima. Deaminacija je proces kojim se razlažu aminokiseline ako postoji višak proteina. Amino grupa se odvaja od aminokiseline i konvertuje u amonijak. Preostali deo aminokiseline se prvenstveno sastoji od ugljenika i vodonika, te se recikluje ili oksiduje radi oslobađanja energije. Amonijak je toksičan za telo. On se enzimatski konvertuje u ureju i uričnu kiselinu dodatkom ugljen-dioksida u ciklusu ureje. Ureja i urična kiselina se bezbedno putem difuzije unose u krvotok i zatim izlučuju urinom.

## Reakcija deaminacije DNK
Spontana deaminacija je reakcija hidrolize citozina u uracil, uz oslobađanje amonijaka. Do toga dolazi in vitro putem upotrebe bisulfita, koji konvertuje citozin, ali ne 5-metilcitozin. 